# Душко Дугоушко
Душко Дугоушко (енгл. Bugs Bunny) измишљени је сиви зец који се појављује у цртаном серијалу Шашава дружина (Looney Tunes, Луни тјунс, луцкасте песмице) компаније Ворнер брос (Warner Bros). Душко Дугоушко је један од најславнијих измишљених јунака на свету. Према његовој биографији „рођен“ је 27. јула 1940. године у Бруклину, Њујорк. У разним синхронизацијама цртаних серијала у којима се појављује, Душку Дугоушку су глас позајмљивали Милутин Татић, Никола Симић и Лако Николић. Његов најпознатији цитат јесте питање, које поставља у разноликим ситуацијама: „Шефе, који ти је враг?” Такође се у цртаћима са Душком Дугоушком појављују многе референце на дијалоге и монологе из америчке историје, културе и кинематографије. Први пут се појавио 30. априла 1938. у филму Porky's Hare Hunt, али тек у филму Дивљи зец из 1940. године, која се баш зато узима за годину његово рођења, добија актуелни ликовни дизајн и изговара поменуту реченицу.